# Jan Dvořáček
Jan Dvořáček (né le 29 janvier 1898 à Žižkov (quartier de Prague) en Autriche-Hongrie (aujourd'hui en République tchèque) et mort le 18 novembre 1964) est un joueur de football international tchécoslovaque (tchèque), qui jouait en tant qu'attaquant.
Il a terminé au rang de meilleur buteur du championnat de Tchécoslovaquie lors de la saison 1925-26 avec 32 buts.